# Pasta di Hoffmann
La pasta di Hoffmann è un farmaco galenico costituito da ossido di zinco al 50% in olio di oliva.
In Farmacopea Ufficiale Italiana, XII ed., è definita come "zinco ossido sospensione cutanea" o "olio e zinco ossido linimento".
È usata principalmente per le dermatiti da pannolino a causa dell'elevata concentrazione dell'ossido di zinco, bilanciato dalla buona spalmabilità. In generale è utile negli arrossamenti della pelle dovuti alla permanenza di umidità, nonché nella prevenzione e trattamento (precoce) delle piaghe da decubito. È anche disponibile come preparato industriale, ma in quel caso la formula è lievemente modificata per aggiungere conservanti e stabilizzanti che evitano l'"affioramento" dell'olio, che, diversamente, tende a separarsi mentre l'ossido di zinco precipita, compattandosi sul fondo. I suddetti eccipienti possono tipicamente consistere in Tocoferolo acetato (Vitamina E) o altri antiossidanti nel primo caso, e silice micronizzata od altro gelificante nel secondo.